# Jean Sousa
Pour les articles homonymes, voir Sousa.
Pas d'image ? Cliquez ici

a Compétitions nationales et continentales officielles uniquement.

b Matchs officiels uniquement.
Dernière mise à jour le 19 novembre 2023.
Jean Sousa, né le 11 juillet 1990, est un joueur franco-portugais de rugby à XV, international portugais, évoluant au poste de deuxième ou troisième ligne aile.

## Carrière
Formé à Lyon, Jean Sousa fait ses débuts en équipe première le 17 avril 2010 à Aurillac en Pro D2. En août 2011, il dispute son premier match de Top 14 à Clermont. En 2014, il est prêté à Bourgoin, avant de signer pour deux saisons à Biarritz, où il se spécialise au poste de troisième ligne aile. En 2017, il s'engage avec Montauban.
Le 16 juin 2018, il obtient sa première sélection avec le Portugal contre l'Allemagne.
À l'issue de la saison 2021-2022, il annonce prendre sa retraite sportive à seulement 31 ans à cause de plusieurs commotions cérébrales.

## Palmarès
- Vainqueur de la Pro D2 en 2011 et 2014 avec le Lyon OU.